# 자기 잉크 문자 인식
자기 잉크 문자 인식(磁氣-文字判讀, Magnetic ink character recognition, MICR)은 자기 잉크로 인쇄된 글자를 자화시켜 어떻게 자화되었는지를 알아 내어 읽어 내는 것을 말한다. 자기 잉크 문자 판독기는 광학 문자 판독기보다 성능이 좋다. 자기 문자는 글자의 모양이 독특하고 자석을 만드는 물질이 포함되어 있어 기계 내부에 기억된 모양과 같아야만 읽을 수 있으므로 가짜를 만들기 어려워 수표 등에 많이 사용되고 있다.

### E-13B

MICR E-13B 글꼴의 14글자. 왼쪽에서 오른쪽으로 transit, on-us, amount, dash.

### CMC-7

MICR CMC-7 글꼴의 15글자. 왼쪽에서 오른쪽으로 internal, terminator, amount, routing, 및 미사용 글자.

## 유니코드
- U+2446 ⑆ ocr branch bank identification
- U+2447 ⑇ ocr amount of check
- U+2448 ⑈ ocr dash (corrected alias MICR ON US SYMBOL)[2]
- U+2449 ⑉ ocr customer account number (corrected alias MICR DASH SYMBOL)[2]

| 광학 문자 인식[1][2] Official Unicode Consortium code chart (PDF)                    |   |   |   |   |   |   |   |   |   |   |   |   |   |   |   |   |
|                                                                                      | 0 | 1 | 2 | 3 | 4 | 5 | 6 | 7 | 8 | 9 | A | B | C | D | E | F |
| U+244x                                                                               | ⑀ | ⑁ | ⑂ | ⑃ | ⑄ | ⑅ | ⑆ | ⑇ | ⑈ | ⑉ | ⑊ |   |   |   |   |   |
| U+245x                                                                               |   |   |   |   |   |   |   |   |   |   |   |   |   |   |   |   |
| 비고 1.^ As of Unicode version 13.0 2.^ Grey areas indicate non-assigned code points |   |   |   |   |   |   |   |   |   |   |   |   |   |   |   |   |

## 같이 보기
- OCR-A
- OCR-B